# Братски съюз
Братски съюз е дружество на македонски емигранти в България, формирано на 27 декември 1894 г. в София. Негови организатори са Димитър Ризов, Андрей Ляпчев, Тома Карайовов, Никола Наумов и Наум Тюфекчиев. За председател е избран Трайко Китанчев. Целта на дружеството е била
| „ | с общ труд и съчетани сили да се работи за подобряване на положението на братята в Турция в името на политическото освобождаване | “ |

Братският съюз залага повече на революционната дейност, отколкото другите македонски дружества в този период – основно еволюционистката Младата македонска книжовна дружина. В 1895 година Младата македонска дружина и Братския съюз се помиряват и на 19 март се провежда първият конгрес на македонските дружества, при което всичките дружества се обединяват в Македонска организация.